# Герда Круміна
Герда Круміна (латис. Gerda Krūmiņa; *26 листопада 1984, Цесіс) — латвійська біатлоністка,  учасниця Олімпійських ігор та чемпіонатів світу з біатлону.

## Виступи на Олімпійських іграх
| Рік  | Міце проведення | Інд | Спр | Пр | МС | Ест |
| 2006 | Турин           | 70  | 74  |    |    | 18  |
| 2010 | Ванкувер        | 69  | 48  | 57 |    | 19  |

## Виступи на Чемпіонатах світу
| Рік  | Міце проведення      | Інд | Спр | Пр | МС | Ест | ЗМ |
| 2005 | Гохфільцен           | 84  | 89  |    |    |     |    |
| 2007 | Антхольц-Антерсельва | 38  | 74  |    |    |     | 17 |
| 2008 | Естерсунд            | 50  | 69  |    |    | 20  |    |
| 2009 | Пхьончхан            | 93  | 67  |    |    |     | 20 |

## Кар'єра в Кубку світу
- Дебют в кубку світу — 26 листопада 2005 року в спринті в Естерсунді — 104 місце.
- Перше попадання в залікову зону — 15 грудня 2007 року в спринті у Поклюці — 22 місце.

## Загальний залік в Кубку світу
- 2007—2008 — 71-е місце (9 очок)

## Статистика стрільби
| № п/п | Сезон     | Загальна        | Індивідуальна гонка | Спринт         | Гонка переслідування | Мас-старт  | Естафета      |
| ----- | --------- | --------------- | ------------------- | -------------- | -------------------- | ---------- | ------------- |
| 1     | 2005-2006 | 67,2% (135/201) | 77,5% (31/40)       | 68,0% (68/100) | 0,0% (0/0)           | 0,0% (0/0) | 59,0% (36/61) |
| 2     | 2006-2007 | 77,6% (132/170) | 81,3% (65/80)       | 74,4% (67/90)  | 0,0% (0/0)           | 0,0% (0/0) | 0,0% (0/0)    |
| 3     | 2007-2008 | 71,3% (154/216) | 80,0% (48/60)       | 74,0% (74/100) | 0,0% (0/0)           | 0,0% (0/0) | 57,1% (32/56) |
| 4     | 2008-2009 | 65,8% (144/219) | 67,5% (54/80)       | 65,0% (52/80)  | 0,0% (0/0)           | 0,0% (0/0) | 64,4% (38/59) |
| 5     | 2009-2010 | 75,2% (176/234) | 75,0% (60/80)       | 71,4% (50/70)  | 80,0% (16/20)        | 0,0% (0/0) | 78,1% (50/64) |
| 6     | 2010-2011 | 75,6% (68/90)   | 75,0% (30/40)       | 76,0% (38/50)  | 0,0% (0/0)           | 0,0% (0/0) | 0,0% (0/0)    |

## Виноски
1. ↑  В дужках наведена кількість влучних пострілів та загальна кількість пострілів. В статистиці стрільби рахуються постріли, які здійснив біатлоніст на етапах кубка світу та чемпіонаті світу